# Tinryland
Tinryland est un village en Irlande, situé dans le comté de Carlow.